# 骷髏舞
《骷髏舞》（英語：The Skeleton Dance）是一部於1929年上映的美國動畫短篇電影，由華特·迪士尼製作和執導，烏布·伊沃克斯擔任動畫師。在這部動畫中，共有四個骷髏在一個陰森的墓地裡跳舞並演奏音樂，這是中世紀歐洲「骷髏之舞」意象的現代電影例子。它是《愚蠢交響曲》系列的第一部作品。
1993年，為了配合迪士尼樂園米奇卡通城的開幕，本片的音樂被改編並縮短，用於米奇卡通城的背景音樂。該短片的版權在1957年被續約，按照美國版權法規定，本片於2025年1月1日進入公有領域。

## 概要
午夜的鐘聲在月光下的陰森墓地中迴響，一群活骷髏很快就從墳墓裡站起來並開始跳舞。

## 故事大綱
這部短片以一隻它棲息在樹枝上的貓頭鷹開始，背景是滿月。貓頭鷹發出長長的哨叫聲，隨著它的腹部起伏。一根樹枝從貓頭鷹的右邊伸出，變成一隻邪惡的手，試圖觸碰它，嚇到了貓頭鷹。接著，短片展示了一個空蕩蕩的墓地，背景有一座教堂。教堂前方有一個樹幹，上面有幾根樹枝被風吹動。教堂的鐘錶指向午夜十二點，鐘聲開始響起，一群蝙蝠從鐘樓飛了出來。最後兩隻蝙蝠飛向螢幕前，一隻蜘蛛從樹上垂下，向右爬行，消失在畫面之外。
一隻狗在月亮前的輪廓中一張一縮地嚎叫，同時兩隻貓在墳墓上打架。戰鬥結束時，一個骷髏從墳墓中出現，嚇跑了貓。骷髏開始行走、奔跑和跳躍，直到聽到貓頭鷹的聲音，這嚇到了它，所以它躲在墓碑後面。骷髏因過度反應貓頭鷹的叫聲而生氣，他把自己的頭從脖子上取下來，扔向貓頭鷹，打掉了貓頭鷹的羽毛。隨後，頭自行彈回骷髏的身體。墓裡的其他四個骷髏在檢查沒有危險後，從墓中出來開始跳舞。
其中一個骷髏從同伴身上取出兩根骨頭，用它們的脊椎、椎骨和頭骨來演奏音樂。另一個骷髏單獨跳舞，然後用貓的尾巴當作小提琴演奏。這時，公雞的啼鳴告訴他們天快亮了。骷髏們急忙躲藏，但他們的身體相撞並混在一起。混在一起的骷髏們回到墳墓，但一個骷髏把腿落在外面了，一個手從墳墓中伸出來，抓住了這條腿。

## 製作
《骷髏舞》的製作起源可以追溯到1928年中期，當時華特·迪士尼正在前往紐約的路上，此次前行是為了安排他的全新作品《米老鼠》卡通的發行協議，以及錄製他的第一部有聲卡通片《汽船威利號》的配樂製作。在堪薩斯城停留期間，迪士尼拜訪了他的老朋友卡爾·斯托林，斯托林當時是伊希斯劇院的風琴師，曾為迪士尼的前兩部米老鼠短片《飞机迷》和《飞奔的高卓人》作曲。在那裡，斯托林向迪士尼提議了一系列「音樂新奇」卡通片，結合音樂和動畫，這成為了《愚蠢交響曲》系列的起源，並提出了一個關於骷髏在墓地跳舞的想法。斯托林最終加入了迪士尼的工作室，成為了專職作曲家。
《骷髏舞》的動畫製作始於1929年1月，烏布·伊沃克斯在近六周內完成了大部分的動畫製作。次月，音軌在紐約帕特·鮑爾斯的Cinephone工作室錄製，並與米老鼠短片《鄉村歌劇院》的音軌一起完成。最終的負片成本為5,485.40美元。

## 評價
《綜藝》（1929年7月17日）評論道：「標題講述了故事，但並未包括這部有聲卡通短片中的笑點數量。笑點很多。高峰是在一個骷髏用一對大腿骨作為錘子演奏另一個骷髏的脊柱，像木琴一樣。完美的木琴伴奏完成了效果。骷髏們跳舞嬉戲。一個骷髏把自己的頭骨扔向一隻貓頭鷹，把貓頭鷹的羽毛打掉了。四個骷髏兄弟進行了一段齊舞，十分搞笑。最後，一隻公雞在黎明時啼叫，骷髏們結束了夜晚的活動，跳進了附近的一個墓穴，把蓋子拉下來。一對腳隨後出現，不知怎的被落下了。它們在石板上踢了一下，一隻骷髏手伸出來把它們拉了進去。一切都發生在墓地。不要帶你的孩子來看。」
《電影日報》（1929年7月21日）評論道：「這是有史以來最具新意的卡通題材之一。我們看到一群骷髏用自己的骨頭製造笑聲。他們用一個骷髏的脊柱作為樂器演奏木琴曲。一切都發生在墓地，從頭到尾都很搞笑，還有一隻貓頭鷹和一隻公雞來增加氣氛。」
1994年，《骷髏之舞》被動畫領域的成員評選為歷史上最偉大的50部卡通片中的第18位。

## 發行
為了吸引全美的發行商為《愚蠢交響曲》系列提供發行，華特特和洛伊·O·迪士尼安排《骷髏之舞》於1929年6月在洛杉磯的卡塞劇院和舊金山的福克斯劇院上映，而帕特·鮑爾斯則安排它於7月在紐約的羅西劇院放映。8月初，哥倫比亞影業同意發行《愚蠢交響曲》，並在9月於羅西劇院作為哥倫比亞的發行片上映，使其成為該劇院歷史上首部重映的影片。
1931年3月，《紐約時報》報導稱，該片因過於「恐怖」而被丹麥禁止放映。

## 家庭媒體
短片於2001年12月4日發行在《華特·迪士尼珍藏：愚蠢交響曲 - 歷史音樂動畫經典》和2002年12月2日的《華特·迪士尼珍藏：黑白米老鼠》中 。2023年7月7日，這部短片在Disney+上發行。
《骷髏舞》也出現在2012年的電子遊戲《傳奇米奇2：二人之力》中，作為可解鎖的短片提供觀看。

## 外部連結
- 互联网电影数据库（IMDb）上《骷髏舞》的资料（英文）
- TCM电影资料库上《骷髏舞》的资料（英文）
- AllMovie上《骷髏舞》的资料（英文）
- YouTube上的